# Рузвельт-Гарденс (Флорида)
Рузвельт-Гарденс (англ. Roosevelt Gardens) — статистически обособленная местность, расположенная в округе Брауард (штат Флорида, США) с населением в 1923 человека по статистическим данным переписи 2000 года.

## География
По данным Бюро переписи населения США статистически обособленная местность Рузвельт-Гарденс имеет общую площадь в 0,78 квадратных километров, водных ресурсов в черте населённого пункта не имеется.

## Демография
По данным переписи населения 2000 года в Рузвельт-Гарденс проживало 1923 человека, 427 семей, насчитывалось 661 домашнее хозяйство и 733 жилых дома. Средняя плотность населения составляла около 2465,38 человека на один квадратный километр. Расовый состав населённого пункта распределился следующим образом: 1,04 % белых, 97,66 % — чёрных или афроамериканцев, 0,16 % — коренных американцев, 0,94 % — представителей смешанных рас, 0,21 % — других народностей. Испаноговорящие составили 0,31 % от всех жителей статистически обособленной местности.
Из 661 домашних хозяйств в 30,7 % воспитывали детей в возрасте до 18 лет, 23,4 % представляли собой совместно проживающие супружеские пары, в 34,5 % семей женщины проживали без мужей, 35,4 % не имели семей. 28,1 % от общего числа семей на момент переписи жили самостоятельно, при этом 6,4 % составили одинокие пожилые люди в возрасте 65 лет и старше. Средний размер домашнего хозяйства составил 2,91 человек, а средний размер семьи — 3,61 человек.
Население статистически обособленной местности по возрастному диапазону по данным переписи 2000 года распределилось следующим образом: 33,0 % — жители младше 18 лет, 9,6 % — между 18 и 24 годами, 27,9 % — от 25 до 44 лет, 19,7 % — от 45 до 64 лет и 9,8 % — в возрасте 65 лет и старше. Средний возраст жителей составил 31 год. На каждые 100 женщин в Рузвельт-Гарденс приходилось 88,7 мужчин, при этом на каждые сто женщин 18 лет и старше приходилось 84,0 мужчин также старше 18 лет.
Средний доход на одно домашнее хозяйство статистически обособленной местности составил 17 423 доллара США, а средний доход на одну семью — 20 536 долларов. При этом мужчины имели средний доход в 16 760 долларов США в год против 22 796 долларов среднегодового дохода у женщин. Доход на душу населения статистически обособленной местности составил 17 423 доллара в год. 31,4 % от всего числа семей в населённом пункте и 33,2 % от всей численности населения находилось на момент переписи населения за чертой бедности, при этом 47,1 % из них были моложе 18 лет и 33,3 % — в возрасте 65 лет и старше.